# Sokolniki Gwiazdowskie
Sokolniki Gwiazdowskie – wieś w Polsce położona w województwie wielkopolskim, w powiecie poznańskim, w gminie Swarzędz. W miejscowości kończy się lokalna droga z Paczkowa.
Pod koniec XIX wieku wieś należała administracyjnie do powiatu średzkiego. Liczyła wtedy 98 mieszkańców, z przewagą wyznania protestanckiego i obejmowała 272 ha gruntów, przeważnie (262 ha) ornych. W miejscowości w XIV wieku mieszkali Sokolniccy. Właścicielką 7 łanów była w 1580 Jadwiga Gwiazdowska. W 1618 rolę we wsi posiadał Wacław Gwiazdowski. Ok. 1793 właścicielem ziemi był S. Franciszek Szczaniecki, a później ród Rogalińskich. W latach 1975–1998 miejscowość administracyjnie należała do województwa poznańskiego. W 2011 liczyła 91 mieszkańców.